# 홍경숙
홍경숙(1984년 10월 14일 ~ )은 대한민국의 전 여자 축구 선수이자 현 축구 지도자로 현역 시절 서울시청과 이천 대교에서 수비수 겸 미드필더로 활동했으며 2010년 아시안 게임 동메달리스트이다.

## 클럽 경력
2005년부터 2007년까지 서울시청에서 활동하다가 2008년부터 2015년까지 이천 대교에서 활동하며 WK리그 3회 우승 및 2회 준우승, 2012년 전국여자축구선수권대회 준우승, 2012년 전국체육대회 동메달, 2013년과 2014년 전국여자축구선수권대회 우승에 일조했다.

## 국가대표팀 경력
2002년 대한민국 여자 A대표팀 첫 합류 후 자국에서 열린 대만과의 2002년 아시안 게임 풀리그 2차전에서 국제 A매치 데뷔골을 기록했다.
이후 2010년까지 A매치 통산 57경기 4골을 기록하며 2005년 동아시아 여자 축구 선수권 대회 우승, 2010년 아시안 게임 동메달 획득에 기여했으며 2003년 FIFA 여자 월드컵과 2번의 AFC 여자 아시안컵 본선에도 출전했다.

## 지도자 경력

### 부탄 여자 축구 국가대표팀
2022년 아시아 여자 축구 최약체팀인 부탄 여자 대표팀의 사령탑을 맡아 그 해에 열린 SAFF 여자 챔피언십에서 부탄 남녀 대표팀을 통틀어 14년만의 SAFF 챔피언십 4강 진출이자 부탄 여자 대표팀 역사상 첫 국제 대회 준결승 진출이라는 쾌거를 이끌었다.

## 수상

### 클럽 (선수)
이천 대교
- WK리그 : 우승 (2009, 2011, 2012), 준우승 (2014, 2015), 3위 (2010, 2013)
- 전국여자축구선수권대회 : 우승 (2013, 2014), 준우승 (2012), 준결승 (2011)
- 전국체육대회 : 동메달 (2012)

### 국가대표팀 (선수)
대한민국 (여자)
- EAFF E-1 풋볼 챔피언십 : 우승 (2005)
- 아시안 게임 : 동메달 (2010)

### 국가대표팀 (지도자)
부탄 (여자)
- SAFF 여자 챔피언십 : 4강 (2022)